# Drunken Monkey
Pour plus de détails, voir Fiche technique et Distribution.
Drunken Monkey (醉馬騮, Zhui ma lao) est un film hongkongais réalisé par Liu Chia-liang, sorti le 20 mai 2003.

## Synopsis
Wen Biao est écarté de la compagnie d'escorte qu'il sert avec honneur depuis des années après avoir soupçonné des activités illégales en son sein. Son propre frère commandite son assassinat, inquiet de voir son trafic d'opium dénoncé aux autorités. Laissé pour mort, il est recueilli par Xiao Min, une jeune fille orpheline...

## Fiche technique
- Titre : Drunken Monkey
- Titre original : 醉馬騮 (Chui ma lau)
- Réalisation : Liu Chia-liang
- Scénario : Li Pak-ling
- Production : Mona Fong et Lawrence Wong
- Musique : Tommy Wai
- Photographie : Man Wong-po
- Montage : Kai Kit-wai
- Pays d'origine : Hong Kong, Chine
- Format : Couleurs - 1,85:1 - Dolby Digital - 35 mm
- Genre : Action, aventure, comédie et film de gangsters
- Durée : 98 minutes
- Date de sortie : 20 mai 2003 (Hong Kong)

## Distribution
- Jacky Wu : Tak
- Lau Wing-kin : Chan Kai-yip
- Shannon Yao : Xiao Min
- Liu Chia-liang : Wen Biao
- Chi Kuan-chun : Yui Hoi-yeung
- Gordon Liu : Hung Yat-fu